# Ingo Schulze (Leichtathlet)

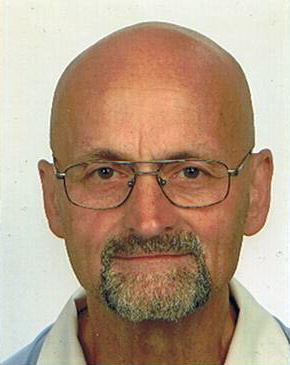
Ingo Schulze (2009)

Ingo Schulze (* 8. Februar 1948 in Tangermünde) ist ein ehemaliger deutscher Ultramarathonläufer und Organisator von Ultramarathon-Veranstaltungen.

## Leben
Ingo Schulze ist seit 1978 Ultramarathonläufer. 1998 organisierte er seinen ersten mehrtägigen Wettkampf. Im Jahre 2003 organisierte er unter großem Medieninteresse den ersten Transkontinentallauf durch Europa.

## Leistungen als Läufer
- Deutschlandlauf 1983 (1097 km) Eintrag in das Guinness-Buch der Rekorde
- Deutschlandlauf 1993 (1305 km, gesamtdeutsch) Eintrag in das Guinness-Buch der Rekorde
- Partnerstadtlauf von Horb am Neckar nach Salins-les-Bains/Frankreich über 353 km in 59,5 Stunden
- Partnerstadtlauf von Horb nach Haslemere/England 856 km in 7 Tagen und 4,5 Stunden
- Marathon des Sables in der marokkanischen Sahara (230 km in 7 Tagen), 1997
- Sechstagelauf in Odessa/Ukraine, 1997
- über 130 Marathonläufe
- 1977–2019 über 156.000 gelaufene Kilometer

## Leistungen als Organisator
- Deutschlandlauf 1998, 2005, 2006, 2007, 2008 und 2010, 1.204 km in 17 Tagen
- Spreelauf 2000, 2001, 2002, 2004 und 2014, 420 km in sechs Tagen
- 2003 Transeuropalauf 5.036 km in 64 Tagen von Lissabon nach Moskau
- 2009 TransEurope-FootRace 4.488 km in 64 Tagen von Bari nach Nordkap
- 2011 Horb-Berlin-Lauf 790 km in 13 Tagen, von Horb am Neckar nach Berlin
- 2012 TransEurope-FootRace 4.178 km in 64 Tagen von Skagen nach Gibraltar
- Schwarzwaldlauf 2016, 2017 und 2018, 262 km in fünf Tagen durch den Schwarzwald
- einige Volksläufe in seiner Heimatstadt Horb am Neckar  („Horber Stäpfeleslauf“, „Horber Neckarlauf“ und „Nordstetter Schloßlauf“)
- seit 1999 Organisator des Horber Silvesterlaufes (ohne Wettkampfcharakter)

## Werke
- Transeuropalauf 2003 : Lissabon-Moskau 5036 km in 64 Tagesetappen. VHEVG, Leipzig 2003, ISBN 3-86703-437-0
- TranseuropaLauf 2009 : Bari – Nordkap – 4.487,7 km in 64 Tagesetappen. VHEVG, Leipzig 2009, ISBN 978-3-86901-782-2
- TranseuropaLauf 2012 : Skagen – Gibraltar – 4.178 km in 64 Tagesetappen. VHEVG, Leipzig 2013, ISBN 978-3-95488-207-6
- Passagier auf einem Frachtschiff. 49 Tage auf einem Containerschiff der “Hamburg-Süd”. VHEVG, Leipzig 2013, ISBN 978-3-95488-492-6
- Ultramarathon & mehr. VHEVG, Leipzig 2013, ISBN 978-3-96145-769-4
- Acht Jahre in einer Nissenhütte. VHEVG, Leipzig 2022, ISBN 978-3-96940-345-7
- Deutschlandlauf 1998 – 1225 Kilometer in 17 Tagen. VHEVG, Leipzig 2023, ISBN 978-3-96940-488-1

## Auszeichnungen
Sonderauszeichnung des Jahres 2007 der Deutschen Ultramarathon-Vereinigung: „Ingo Schulze hat als Organisator [...] großartige Leistungen für die Förderung des Ultramarathonlaufes erbracht.“
Im November 2009 wurde Ingo Schulze zum Ehrenmitglied der DUV ernannt.
| Personendaten    | Personendaten                                                                   |
| ---------------- | ------------------------------------------------------------------------------- |
| NAME             | Schulze, Ingo                                                                   |
| KURZBESCHREIBUNG | deutscher Ultramarathonläufer und Organisator von Ultramarathon-Veranstaltungen |
| GEBURTSDATUM     | 8. Februar 1948                                                                 |
| GEBURTSORT       | Tangermünde                                                                     |